# Скарборо (Онтарио)
Ска́рборо (англ. Scarborough [ˈskɑrbəroʊ]) — район в восточной части города Торонто, Онтарио, Канада. Включает в себя территорию бывшего города Скарборо, муниципалитета, который был объединён с Торонто в 1998 году. На юге граничит с озером Онтарио, на западе с Виктория Парк-авеню, на севере со Стилз-авеню, и на востоке с рекой Руж и городом Пикеринг.
В 1954 году Скарборо стал частью Метрополии Торонто как один из пяти районов, а в 1983 году получил статус города. Более чем за 200 лет он вырос из скопления небольших деревень в большой город со своей разнообразной культурной общностью. Назван в честь английского города Скарборо, Северный Йоркшир в 1796 году Элизабетой Симко, которая была под впечатлением от Обрывов Скарборо, напоминавших ей о белых скалах в её родине.
Некоторые районы в Скарборо являются популярным местом среди новых иммигрантов в Канаду. В результате, Скарборо — один из самых разнообразных и многокультурных районов Большого Торонто, а также дом для различных религиозных групп. Район включает в себя несколько популярных природных достопримечательностей Торонто, таких как Обрывы Скарборо и Парк Руж. Скарборо был объявлен самым зелёным районом среди всего Торонто.